# Hans von Euler-Chelpin
Hans Karl August Simon von Euler-Chelpin (Augsburg, 15 februari 1873 – Stockholm, 6 november 1964) was een in Duitsland geboren Zweeds biochemicus. Hij kreeg in 1929 een Nobelprijs voor de Scheikunde samen met Arthur Harden voor hun onderzoek naar de fermentatie van suiker en fermenterende enzymen.

## Biografie
De in Augsburg geboren Von Euler-Chelpin was de zoon van Rigus von Euler-Chelpin, soldaat in het Koninklijke Beierse leger en Gabrielle (Furtner) von Euler-Chelpin. Van moederszijde was hij een nazaat van de beroemde Zwitserse wis- en natuurkundige Leonhard Euler. Hij ging naar school in München, Würzburg en Ulm, en studeerde kunst van 1891 tot 1893 aan de München Academie van Schilderkunst. Zijn interesse naar de studie van kleuren en dan met name het kleurenspectrum leidde hem naar de studie van de wetenschap.
In 1893 ging hij naar de universiteit van Berlijn waar hij scheikunde studeerde onder Emil Fischer en Arthur Rosenheim en natuurkunde onder Emil Warburg en Max Planck. In 1895 behaalde hij er zijn doctoraat. Na een korte studie fysische chemie in Berlijn ging hij naar de universiteit van Göttingen waar hij van 1896 tot 1897 werkzaam was onder Walther Nernst. In de zomer van 1897 ging hij naar het laboratorium van Svante Arrhenius in Stockholm waar hij werd aangesteld als assistent.
Hij kwalificeerde zich in 1898 als privaatdocent in de fysische chemie aan de Universiteit van Stockholm. Tussen 1899 en 1900 bezocht hij het laboratorium van Jacobus van 't Hoff in Berlijn. Zowel Van 't Hoff als Nernst hadden een grote invloed op zijn wetenschappelijke ontwikkeling. In 1902 werd hij Zweeds staatsburger, desondanks diende hij in het Duitse leger gedurende de Eerste Wereldoorlog.
Hij was hoogleraar gewone en organische chemie aan de Universiteit van Stockholm van 1906-1941, vanaf 1929 directeur van het Vitamine Instituut en directeur van het Instituut voor organisch-chemisch onderzoek van 1938-1948. In 1941 stopte hij met lesgeven, maar zette zijn onderzoek voort.
Hans von Euler-Chelpin was getrouwd met de scheikundige Astrid Cleve (dochter van de scheikundige uit Uppsala Per Teodor Cleve) met wie hij vijf kinderen kreeg. Een daarvan was Ulf von Euler, die in 1970 de Nobelprijs voor de Fysiologie of Geneeskunde kreeg. In 1912 scheidde hij van haar en hertrouwde een jaar later met Elisabeth, barones van Ugglas die hem had geholpen bij zijn onderzoek. Uit dit huwelijk werden nog eens vier kinderen geboren.

## Werk
Von Euler-Chelpins eerste biochemisch artikel werd in 1905 gepubliceerd. Het onderwerp was de werking van enzymen beschouwd in relatie met zijn vroege werk naar katalyse. Dit vroege werk had hem in 1898 de Lindblomprijs opgeleverd van de Duitse Academie van Wetenschappen. Een belangrijk deel van zijn werk deed hij in samenwerking met Karl Olof Josephson naar enzymen, sacharose en katalase. In zijn latere werk speelde Karl Myrback een grote rol. In 1929 ontving Von Euler-Chelpin samen met Arthur Harden de Nobelprijs voor zijn werk naar alcoholische fermentatie. In 1914 had hij een boek gepubliceerd over de chemie van gist en alcoholische fermentatie, met aandacht voor de enzymen die bij dit proces betrokken zijn. Zijn verklaring was tevens een belangrijke stap in het begrijpen wat in spieren gebeurt met betrekking tot energietoevoer.
Later, vanaf de jaren dertig, onderzocht Von Euler-Chelpin de biochemie van tumoren, en met name de studie naar nucleïnezuren in tumoren door middel van gemarkeerde mengels met een techniek die hij uitvond samen met George de Hevesy. Over tumoren publiceerde hij twee belangrijke boeken. De ene getiteld: "Biokemi Tumors" (Biochemie over tumoren), geschreven samen met Bolesław Skarżyński uit Krakaw, werd uitgegeven in 1942. De andere getiteld "Cytostatika och Profylax mot Cancer" (Chemotherapie en profylaxe van kanker) werd in 1962 uitgegeven.
1901: Van 't Hoff ·
1902: E. Fischer ·
1903: Arrhenius ·
1904: Ramsay ·
1905: Baeyer ·
1906: Moissan ·
1907: Buchner ·
1908: Rutherford ·
1909: Ostwald ·
1910: Wallach ·
1911: Curie ·
1912: Grignard, Sabatier ·
1913: Werner ·
1914: Richards ·
1915: Willstätter ·
1918: Haber ·
1920: Nernst ·
1921: Soddy ·
1922: Aston ·
1923: Pregl ·
1925: Zsigmondy ·
1926: Svedberg ·
1927: Wieland ·
1928: Windaus ·
1929: Harden, Euler-Chelpin ·
1930: H. Fischer · 
1931: Bosch, Bergius ·
1932: Langmuir ·
1934: Urey ·
1935: F. Joliot-Curie, I. Joliot-Curie ·
1936: Debye ·
1937: Haworth, Karrer ·
1938: Kuhn ·
1939: Butenandt, Ružička ·
1943: Hevesy · 
1944: Hahn ·
1945: Virtanen ·
1946: Sumner, Northrop, Stanley ·
1947: Robinson · 
1948: Tiselius · 
1949: Giauque ·
1950: Diels, Alder ·
1951: McMillan, Seaborg ·
1952: Martin, Synge ·
1953: Staudinger ·
1954: Pauling ·
1955: Vigneaud ·
1956: Hinshelwood, Semjonov ·
1957: Todd ·
1958: Sanger ·
1959: Heyrovský ·
1960: Libby ·
1961: Calvin ·
1962: Perutz, Kendrew ·
1963: Ziegler, Natta ·
1964: Hodgkin ·
1965: Woodward ·
1966: Mulliken ·
1967: Eigen, Norrish, Porter ·
1968: Onsager ·
1969: Barton, Hassel ·
1970: Leloir ·
1971: Herzberg ·
1972: Anfinsen, Moore, Stein · 
1973: E.O. Fischer, Wilkinson · 
1974: Flory ·
1975: Cornforth, Prelog ·
1976: Lipscomb ·
1977: Prigogine · 
1978: Mitchell ·
1979: Brown, Wittig ·
1980: Berg, Gilbert, Sanger ·
1981: Fukui, Hoffmann ·
1982: Klug ·
1983: Taube ·
1984: Merrifield ·
1985: Hauptman, Karle ·
1986: Herschbach, Lee, Polanyi ·
1987: Cram, Lehn, Pedersen ·
1988: Deisenhofer, Huber, Michel ·
1989: Altman, Cech ·
1990: Corey ·
1991: Ernst ·
1992: Marcus ·
1993: Mullis, Smith ·
1994: Olah ·
1995: Crutzen, Molina, Rowland ·
1996: Curl, Kroto, Smalley ·
1997: Boyer, Walker, Skou ·
1998: Kohn, Pople ·
1999: Zewail ·
2000: Heeger, MacDiarmid, Shirakawa ·
2001: Knowles, Noyori, Sharpless ·
2002: Fenn, Tanaka, Wüthrich ·
2003: Agre, MacKinnon ·
2004: Ciechanover, Hershko, Rose ·
2005: Grubbs, Schrock, Chauvin ·
2006: Kornberg ·
2007: Ertl ·
2008: Shimomura, Chalfie, Tsien ·
2009: Steitz, Yonath, Ramakrishnan ·
2010: Heck, Negishi, Suzuki ·
2011: Shechtman ·
2012: Kobilka, Lefkowitz ·
2013: Karplus, Levitt, Warshel ·
2014: Betzig, Hell, Moerner ·
2015: Lindahl, Modrich, Sancar ·
2016: Sauvage, Stoddart, Feringa ·
2017: Dubochet, Frank, Henderson · 
2018: Arnold, Winter, Smith ·   
2019: Goodenough, Whittingham, Yoshino ·
2020: Charpentier, Doudna ·
2021: List, MacMillan ·
2022: Bertozzi, Meldal, Sharpless ·
2023: Bawendi, Brus, Jekimov ·
2024: Baker, Hassabis, Jumper